# Charlie Chan's Chance
Charlie Chan's Chance è un film del 1932 diretto da John G. Blystone, basato su Sangue sul grattacielo (Behind That Curtain), romanzo di Earl Derr Biggers pubblicato a puntate su The Saturday Evening Post di Indianapolis dal 31 marzo al 5 maggio 1928.
Il personaggio di Charlie Chan, ispettore cinese della polizia di Honolulu, è interpretato dall'attore di origine svedese Warner Oland. Tutte le copie del film sono andate perdute.

## Produzione
Le riprese del film, prodotto dalla Fox Film Corporation, durarono dal 16 novembre ai primi di dicembre 1931.

## Distribuzione
Il copyright del film, richiesto dalla Fox Film Corp., fu registrato il 29 dicembre 1931 con il numero LP2752.
Distribuito dalla Fox Film Corporation, il film uscì nelle sale cinematografiche USA il 24 gennaio 1932 dopo essere stato presentato in prima a New York il 22 gennaio 1932. Nello stesso anno, il 6 maggio, fu distribuito anche in Irlanda.